# Indeed.com

Indeed.com é um motor de busca de empregos criado nos Estados Unidos em 2004, que funciona como buscador vertical. Atualmente o Indeed está disponível em mais de 50 países, em mais de 28 idiomas. Em outubro de 2010, Indeed.com ultrapassou Monster.com como o site de empregos de maior tráfego nos Estados Unidos.
O site indexa vagas publicadas em milhares de websites, incluindo sites de empregos, consultorias de RH e recrutamento, classificados, organizações e sites de empresas. Em 2011, o Indeed começou a permitir que candidatos se inscrevam a vagas diretamente a partir do próprio site do Indeed, oferecendo cadastro e armazenamento de currículos.

## História
Indeed.com foi fundado por Paul Forster e Rony Kahan. O Indeed tem sede em Austin, Texas, e tem escritórios no mundo todo.
Em 2005, o Indeed lançou a versão beta de seu sistema de publicidade pague-por-clique. Além de permitir a publicação de vagas de emprego, as buscas realizadas no site funcionam como um indicador das tendências do mercado de trabalho.
Em 1 de outubro de 2012, o Indeed tornou-se parte da empresa japonesa de recursos humanos (como unidade de operação independente) Recruit Co. Ltd.

## Serviços
Os serviços do Indeed incluem: busca de vagas; tendências do mercado de trabalho; upload, armazenamento e busca de currículo; tendências da indústria, busca de salário, índice de competição por vagas, e páginas de empresas.